# Ahmad Shah Qayar
Ahmad Shah Qayar (en persa: احمد شاه قاجار‎; Tabriz, 21 de enero de 1898 - París, 21 de febrero de 1930) fue el séptimo y último sah (título que reciben desde la Antigüedad los monarcas de Irán) de la dinastía Kayar, que reinó entre 1909 y 1925.

## Biografía
Ahmad Shah Qayar subió al trono el 16 de julio de 1909, cuando tenía 11 años. En julio de 1909, las fuerzas constitucionalistas iraníes marcharon desde las ciudades de Rasht e Ispahán hasta Teherán, deponiendo al sah Mohammad Alí Shah Qayar, que huyó del país y se fue a Rusia. El 16 de julio de 1909, la Asamblea Consultiva Nacional iraní eligió al príncipe heredero Ahmad como nuevo sah y sucesor de su padre.
Durante su reinado, Irán permaneció neutral en la Primera Guerra Mundial (1914-1918). Aunque durante el conflicto entraron en su territorio tropas turcas, rusas y británicas cuando se rebeló la provincia de Guilán. Esta ocupación de Persia durante la guerra por tropas extranjeras fue un golpe del que Ajmad Sah nunca se recuperaría efectivamente. El joven rey, idealista y demócrata pero débil, fue incapaz de garantizar la integridad del país y de hacer que reinase el orden.
En febrero de 1921, Reza Jan, comandante de la Brigada cosaco-persa, dio un golpe de Estado, convirtiéndose en el gobernante efectivo del país. Ahmad Shah marchó al exilio en 1923, y en octubre de 1925, Reza Jan indujo a la Asamblea nacional a deponer a Ahmad Shah y excluir a la dinastía Kayar, logrando ser proclamado nuevo emperador de Persia.

## Títulos y tratamientos
Esta tabla aún no está actualizada. Puedes contribuir aportando información sobre títulos y tratamientos de esta persona.
| Predecesor: Mohammad Alí Shah Qayar | Sha de Irán-Persia 1909 - 1925 | Sucesor: Reza Shah |